# Seznam mest v Vietnamu
Seznam mest v Vietnamu.
| #  | Mesto     | Vietnamsko  | Prebivalstvo | Leto |
| -- | --------- | ----------- | ------------ | ---- |
| 1  | Hošiminh  | Hồ Chí Minh | 8 993 082    | 2019 |
| 2  | Hanoj     | Hà Nội      | 8 053 553    | 2019 |
| 3  | Haiphong  | Hải Phòng   | 2 028 514    | 2019 |
| 4  | Cần Thơ   | Cần Thơ     | 1 569 301    | 2019 |
| 5  | Da Nang   | Đà Nẵng     | 1 134 310    | 2019 |
| 6  | Vinh      | Vinh        | 490 000      | 2015 |
| 7  | Thanh Hoa | Thanh Hóa   | 393 294      | 2012 |
| 8  | Nha Trang | Nha Trang   | 361 454      | 2009 |
| 9  | Huế       | Huế         | 338 994      | 2010 |
| 10 | Vũng Tàu  | Vũng Tàu    | 304 895      | 2010 |
| 11 | Pleiku    | Pleiku      | 218 765      | 2019 |
| 12 | Qui Nhon  | Quy Nhơn    | 217 358      | 2007 |
| 13 | Da Lat    | Đà Lạt      | 188 467      | 2004 |
| 14 | Lào Cai   | Lào Cai     | 173 840      | 2018 |

Druga mesta:
- Ba-Xuyen
- Bac Can
- Bach Long Vi
- Bien Hoa
- Buon Ma Thuot (Ban Me Thuot)
- Ca Mau
- Cao Bang
- Con Son
- Dong Hoi
- Ha Tinh
- Hoang Sa
- Huyen Tran
- Hậu Giang
- Lang Son
- Mong Cai
- Nam Dinh
- Nha Trang
- Phan Thiet
- Phu Lien
- Phu Quoc
- Qui Nhon
- Rach Gia
- Son La
- Song Tu Tay
- Thai Nguyen
- Thanh Hoa
- Tho Chu
- Truong Sa
- Tuy-Hoa